# وحدة الشهود (تصوف)
الشُّهُودُ أو الْمُشَاهَدَةُ عند الصوفية هو معاينة عظمة الله  في مخلوقاته لدى المريد والسالك ضمن مقام الإحسان.

## الشهود في القرآن
ذكر القرآن كلمة الشهود والشاهد ضمن العديد من الآيات في قول الله :
- سورة آل عمران: ﴿رَبَّنَا آمَنَّا بِمَا أَنْزَلْتَ وَاتَّبَعْنَا الرَّسُولَ فَاكْتُبْنَا مَعَ الشَّاهِدِينَ ۝٥٣﴾ [آل عمران:53].(1)
- سورة المائدة: ﴿وَإِذَا سَمِعُوا مَا أُنْزِلَ إِلَى الرَّسُولِ تَرَى أَعْيُنَهُمْ تَفِيضُ مِنَ الدَّمْعِ مِمَّا عَرَفُوا مِنَ الْحَقِّ يَقُولُونَ رَبَّنَا آمَنَّا فَاكْتُبْنَا مَعَ الشَّاهِدِينَ ۝٨٣﴾ [المائدة:83].(2)
- سورة يونس: ﴿وَمَا تَكُونُ فِي شَأْنٍ وَمَا تَتْلُو مِنْهُ مِنْ قُرْآنٍ وَلَا تَعْمَلُونَ مِنْ عَمَلٍ إِلَّا كُنَّا عَلَيْكُمْ شُهُودًا إِذْ تُفِيضُونَ فِيهِ وَمَا يَعْزُبُ عَنْ رَبِّكَ مِنْ مِثْقَالِ ذَرَّةٍ فِي الْأَرْضِ وَلَا فِي السَّمَاءِ وَلَا أَصْغَرَ مِنْ ذَلِكَ وَلَا أَكْبَرَ إِلَّا فِي كِتَابٍ مُبِينٍ ۝٦١﴾ [يونس:61].(3)
- سورة الأنبياء: ﴿قَالَ بَلْ رَبُّكُمْ رَبُّ السَّمَاوَاتِ وَالْأَرْضِ الَّذِي فَطَرَهُنَّ وَأَنَا عَلَى ذَلِكُمْ مِنَ الشَّاهِدِينَ ۝٥٦﴾ [الأنبياء:56].(4)
- سورة الصافات: ﴿أَمْ خَلَقْنَا الْمَلَائِكَةَ إِنَاثًا وَهُمْ شَاهِدُونَ ۝١٥٠﴾ [الصافات:150].(5)
- سورة الفتح: ﴿إِنَّا أَرْسَلْنَاكَ شَاهِدًا وَمُبَشِّرًا وَنَذِيرًا ۝٨﴾ [الفتح:8].(6)
- سورة المدثر: ﴿وَبَنِينَ شُهُودًا ۝١٣﴾ [المدثر:13].(7)
- سورة البروج: ﴿وَهُمْ عَلَى مَا يَفْعَلُونَ بِالْمُؤْمِنِينَ شُهُودٌ ۝٧﴾ [البروج:7].(8)

## تعريف الشهود
أعطى الإمام ابن عطاء الله السكندري  تعريفا جزيلا لوِرْدِ الشهود على قلب المريد، وذلك في حكمته التي نصها:
| وحدة الشهود (تصوف)                        | وَصَاحِبُ حَقِيقَةٍ غَابَ عَنِ الْخَلْقِ بِشُهُودِ الْمَلِكِ الْحَقِّ، وَفَنِيَ عَنِ الأَسْبَابِ بِشُهُودِ مُسَبِّبِ الأَسْبَابِ، فَهُوَ عَبْدٌ مُوَاجَهٌ بِالْحَقِيقَةِ، ظَاهِرٌ عَلَيْهِ سَنَاهَا، سَالِكٌ لِلطَّرِيقَةِ قَدِ اسْتَوْلَى عَلَى مَدَاهَا، غَيْرَ أَنَّهُ غَرِيقُ الأَنْوَارِ، مَطْمُوسُ الآَثَارِ، قَدْ غَلَبَ سُكْرُهُ عَلَى صَحْوِهِ، وَجَمْعُهُ عَلَى فَرْقِهِ، وَفَنَاؤُهُ عَلَى بَقَائِهِ، وَغَيْبَتُهُ عَلَى حُضُورِهِ | وحدة الشهود (تصوف) |
| — ابن عطاء الله السكندري ، الحكم العطائية | |                    |

وشرح الإمام ابن عباد النفزي  هذه الحكمة بقوله:
| وحدة الشهود (تصوف)                                           | هذا هو حال الخاصة من أرباب الحقائق، وهم الذين غابوا عن شُهُودِ الخلق بشُهُودِ الملك الحق، فلم يقع لهم شعور بهم، ولا التفات إليهم، وفنوا عن الأسباب برؤية مسبب الأسباب، فلم يروا لها فعلاً ولا جَعْلاً، فهم مُواجهون بحقيقة الحق، ظاهر عليهم سناها، أي: نورها وضياؤها، سالكون طريقة الحق، قد استولوا على مداها، أي: وصلوا إلى غايتها ومنتهاها، إلاّ أنهم غرقوا في بحار أنوار التوحيد، مطموس عليهم آثار الوسائط والعبيد، أي: مغلق عليهم رؤية ذلك، والشعور به قد غلب سكرهم، وهو: عدم إحساسهم بالأغيار، على صحوهم، وهو: وجود إحساسهم بها، وجمعُهم، وهو ثبوتُ وجود الحق فرداً، على فرقهم وهو ثبوت وجود الخلق، وفنائهم، وهو: استهلاكهم في شهود الحق على بقائهم وهو شعورهم بالخلق، وغيبتهم وهو ذهاب أحوال الخلق عن نظرهم على حضورهم مع الخلق | وحدة الشهود (تصوف) |
| — ابن عباد النفزي ، غيث المواهب العلية في شرح الحكم العطائية | |                    |

## الشهود والمراقبة
تقترن المشاهدة مع المراقبة في التصوف ضمن مقام الإحسان كما ورد في الحديث النبوي الذي رواه عمر بن الخطاب :
روي عن عمر بن الخطاب  في صحيح مسلم: 
| وحدة الشهود (تصوف) | بَيْنَمَا نَحْنُ جُلْوسٌ عِنْدَ رَسُولِ اللَّهِ ﷺ إِذْ طَلَعَ عَلَيْنَا رَجُلٌ شَدِيدُ بَيَاضِ الثِّيَاِبِ شَدِيدُ سَوَادِ الشَّعَرِ، لاَ يُرَى عَلَيْهِ أَثَرُ السَّفَرِ وَلاَ يَعْرِفُهُ مِنَّا أَحَدٌ، حَتَّى جَلَسَ إِلَى النَّبِيِّ ﷺ، فَأَسْنَدَ رُكْبَتَيْهِ إِلَى رُكْبَتَيْهِ وَوَضَعَ كَفَّيْهِ عَلَى فَخِذَيْهِ، وَقَالَ: يَا مُحَمَّدُ أَخْبِرْنِي عَنِ الإِسْلاَمِ، فَقَالَ رَسُولُ اللَّهِ ﷺ: الإِسْلاَمُ أََنْ تَشْهَدَ أَنْ لاَ إِلَهَ إِلاَّ اللَّهُ وَأَنَّ مُحَمَّدًا رَسُولُ اللَّهِ، وَتُقِيمَ الصَّلاَةَ، وَتُؤْتِيَ الزَّكَاةَ، وَتَصُومَ رَمَضَانَ، وَتَحُجَّ الْبَيْتَ إِنِ اسْتَطَعْتَ إِلَيْهِ سَبِيلًا. قَالَ: صَدَقْتَ. فَعَجِبْنَا لَهُ يَسْأَلُهُ وَيُصَدِّقُهُ، قَالَ: فَأَخْبِرْنِي عَنِ الإِِيمَانِ، قَالَ: أَنْ تُؤْمِنَ بِاللَّهِ، وَمَلاَئِكَتِهِ وَكُتُبِهِ، وَرُسُلِهِ، وَالْيَوْمِ الآخِرِ، وَتُؤْمِنَ بِالْقَدَرِ خَيْرِهِ وَشَرِّهِ، قَالَ: صَدَقْتَ؛ قَالَ: فَأَخْبِرْنِي عَنِ الإِحْسَانِ. قَالَ: أَنْ تَعْبُدَ اللَّهَ كَأَنَّكَ تَرَاهُ، فَإِنْ لَمْ تَكُنْ تَرَاهُ فَإِنَّهُ يَرَاكَ، قَالَ: فَأَخْبِرْنِي عَنِ السَّاعَةِ، قَالَ: مَا الْمَسْؤُولُ عَنْهَا بِأَعْلَمَ مِنَ السَّائِلِ، قَالَ: فَأَخْبِرْنِي عَنْ أَمَارَتِهَا، قَالَ: أَنْ تَلِدَ الأَمَةُ رَبَّتَهَا، وَأَنْ تَرَى الْحُفَاةَ الْعُرَاةَ الْعَالَةَ رِعَاءَ الشَّاءِ يَتَطَاوَلُونَ فِي الْبُنْيَانِ، ثُمَّ انْطَلَقَ، فَلَبِثْتُ مَلِيًّا، ثُمَّ قَالَ: يَا عُمَرُ، أَتَدْرِي مَنِ السَّائِلُ؟ قُلْتُ: اللَّهُ وَرَسُولُهُ أَعْلَمُ، قَالَ: فَإِنَّهُ جِبْرِيلُ أَتَاكُمْ يُعَلِّمُكُمْ دِينَكُمْ، حديث صحيح | وحدة الشهود (تصوف) |

وفي الرواية التي حَدَّثَ بها أبو هريرة :
روي عن أبي هريرة  في صحيح البخاري: 
| وحدة الشهود (تصوف) | كَانَ النَّبِيُّ ﷺ بَارِزًا يَوْمًا لِلنَّاسِ، فَأَتَاهُ جِبْرِيلُ فَقَالَ: مَا الإِيمَانُ؟ قَالَ: الإِيمَانُ أَنْ تُؤْمِنَ بِاللَّهِ وَمَلَائِكَتِهِ، وَكُتُبِهِ، وَبِلِقَائِهِ، وَرُسُلِهِ، وَتُؤْمِنَ بِالْبَعْثِ. قَالَ: مَا الإِسْلَامُ؟ قَالَ: الإِسْلَامُ: أَنْ تَعْبُدَ اللَّهَ، وَلَا تُشْرِكَ بِهِ شَيْئًا، وَتُقِيمَ الصَّلَاةَ، وَتُؤَدِّيَ الزَّكَاةَ الْمَفْرُوضَةَ، وَتَصُومَ رَمَضَانَ. قَالَ: مَا الإحْسَانُ؟ قَالَ: أَنْ تَعْبُدَ اللَّهَ كَأَنَّكَ تَرَاهُ، فَإِنْ لَمْ تَكُنْ تَرَاهُ فَإِنَّهُ يَرَاكَ، قَالَ: مَتَى السَّاعَةُ؟ قَالَ: مَا الْمَسْئُولُ عَنْهَا بِأَعْلَمَ مِنَ السَّائِلِ، وَسَأُخْبِرُكَ عَنْ أَشْرَاطِهَا: إِذَا وَلَدَتِ الأَمَةُ رَبَّهَا، وَإِذَا تَطَاوَلَ رُعَاةُ الإِبِلِ الْبُهْمُ فِي الْبُنْيَانِ، فِي خَمْسٍ لاَ يَعْلَمُهُنَّ إِلَّا اللَّهُ، ثُمَّ تَلَا النَّبِيُّ ﷺ: ﴿إِنَّ اللَّهَ عِنْدَهُ عِلْمُ السَّاعَةِ وَيُنَزِّلُ الْغَيْثَ وَيَعْلَمُ مَا فِي الْأَرْحَامِ وَمَا تَدْرِي نَفْسٌ مَاذَا تَكْسِبُ غَدًا وَمَا تَدْرِي نَفْسٌ بِأَيِّ أَرْضٍ تَمُوتُ إِنَّ اللَّهَ عَلِيمٌ خَبِيرٌ ۝٣٤﴾ (لقمان: الآية 34)، ثُمَّ أَدْبَرَ فَقَالَ: رُدُّوهُ، فَلَمْ يَرَوْا شَيْئًا، فَقَالَ: هَذَا جِبْرِيلُ جَاءَ يُعَلِّمُ النَّاسَ دِينَهُمْ، حديث صحيح | وحدة الشهود (تصوف) |

فالإحسان ما هو إلا مشاهدة تتمثل في المقطع الأول: «أَنْ تَعْبُدَ اللَّهَ كَأنَّكَ تَرَاهُ»، ومراقبة تتمثل في المقطع الثاني: «فَإِنْ لَمْ تَكُنْ تَرَاهُ فَإِنَّهُ يَرَاكَ»، ومقام المشاهدة إذا ما اقترن مع مقام المراقبة فإنه يؤدي بالمريد إلى العبودية الخالصة التامة، لأن المريدَ المشاهِدَ لا يليق به أن يعصي سيده وهو مبارز له بالذنب، كما أن السالكَ المُرَاقِبَ لا يليق به أن يخالف مولاه وهو مطلع عليه في مخالفته.
| وحدة الشهود (تصوف) | سَأَلَ رَجُلٌ الْحَسَنَ الْبَصْرِيَّ : مَا سِرُّ زُهْدِكَ فِي هَذِهِ الدُّنْيَا؟ فَقَالَ: أَرْبَعَةُ أَشْيَاءٍ. 1. عَلِمْتُ أَنَّ رِزْقِي لاَ يَأْخُذُهُ غَيْرِي فَاطْمَأَنَّ قَلْبِي، 2. وَعَلِمْتُ أَنَّ عَمَلِي لاَ يَقُومُ بِهِ أَحَدٌ غَيْرِي فَاشْتَغَلْتُ بِهِ وَحْدِي، 3. وَعَلِمْتُ أَنَّ اللَّهَ مُطَّلِعٌ عَلَيَّ فَاسْتَحْيَيْتُ أَنْ يَرَانِي فِي مَعْصِيَةٍ، 4. وَعَلِمْتُ أَنَّ الْمَوْتَ حَقٌّ فَأَعْدَدْتُ الزَّادَ لِلِقَاءِ رَبِّي | وحدة الشهود (تصوف) |
| — الحسن البصري     | |                    |

وأنشدت رابعة العدوية  في مَعْنَيَيْ الشهود والمراقبة بيتين شعريين متنهما:
| وحدة الشهود (تصوف) | وَلَقَدْ جَعَلْتُكَ فِي الْفُؤَادِ مُحَدِّثِيوَأَبَحْتُ جِسْمِي مَنْ أَرَادَ جُلُوسِيفَالْجِسْمُ مِنِّي لِلْجَلِيسِ مُؤَانِسٌوَحَبِيبُ قَلْبِي فِي الْفُؤَادِ أَنِيسِي | وحدة الشهود (تصوف) |
| — رابعة العدوية    | |                    |

## ثمرات الشهود
السالك المستقيمُ على أمر الله  تجعلُه استقامته يتلذذ ويتذوق ثمرات الشهود على قلبه كنوع من أنواع الواردات المترتبة عن هذا الْوِرْدِ، والتي منها:

### نعيم الطمأنينة
بَيَّنَ الإمام ابن عطاء الله السكندري  بأن من ثمرات وِرْدِ الشهود اصطباغ قلوب المريدين بنعيم الطمأنينة، وذلك في حكمته التي نصها:
| وحدة الشهود (تصوف)                        | النَّعِيمُ وَإِنْ تَنَوَّعَتْ مَظَاهِرُهُ إِنَّمَا هُوَ بِشُهُودِهِ وَاقْتِرَابِهِ، وَالْعَذَابُ وَإِنْ تَنَوَّعَتْ مَظَاهِرُهُ إِنَّمَا هُوَ بِوُجُودِ حِجَابِهِ، فَسَبَبُ الْعَذَابِ وُجُودُ الْحِجَابِ، وَإِتْمَامُ النَّعِيمِ بِالنَّظَرِ إِلَى وَجْهِهِ الْكَرِيمِ | وحدة الشهود (تصوف) |
| — ابن عطاء الله السكندري ، الحكم العطائية | |                    |

فحلاوة طمأنينة الشهود والمعاينة والقرب من الله  أعلى وأكبر لدى المريد الصادق من مظاهر النعيم المتنوعة ومن أنواع الثواب في الدار الآخرة من الحور العين، والقصور الفاخرة، والولدان المخلدين، والمآكل الشهية، والمشارب السائغة، والملابس الجزيلة، إلى غير ذلك من أنواع المسرّات والملذات.
وألم وقلق البعد والحجب عن الله  أكبر وأنكى من مظاهر العذاب المتنوعة ومن أنواع العقاب في الدار الآخرة من الجحيم والحميم، كما جاء في الآية الكريمة:
- سورة المطففين: ﴿كَلَّا إِنَّهُمْ عَنْ رَبِّهِمْ يَوْمَئِذٍ لَمَحْجُوبُونَ ۝١٥﴾ [المطففين:15].

فنعيم الطمأنينة يكون برفع الحجاب عن قلب المريد الْمُنَعَّمِ، لِمَا يتضمنه ذلك ويظهر فيه من وجود قرب الله  وشهوده.
وعذاب القلق يكون بإدامة الحجاب والمنع والإعراض، مع غياب الشهود، على قلب المريد الْمُعَذَّبِ، لِمَا يقترن بذلك من وجود البُعْدِ عن الله  على التحقيق.

### رجاء القبول
أَوْضَحَ الإمام ابن عطاء الله السكندري  بأن من ثمرات وِرْدِ الشهود احتقار أنواع الأعمال الصالحة الصادرة عن المريد، والرجاء في قَبولها من الله  رحمة منه وتفضلا، وذلك في حكمته التي نصها:
| وحدة الشهود (تصوف)                        | لاَ عَمَلَ أَرْجَى لِلْقَبُولِ مِنْ عَمَلٍ يَغِيبُ عَنْكَ شُهُودُهُ، وَيُحْتَقَرُ عِنْدَكَ وُجُودُهُ | وحدة الشهود (تصوف) |
| — ابن عطاء الله السكندري ، الحكم العطائية |                                                             |                    |

فشهود عظمة الله  التي لا يمكن أن تشكرها وتقدرها أعمال وطاعات وعبادات المريد هي التي تجعله يرجو رحمة الله  وقبوله، كما روى ذلك أبو هريرة  عن النبي ﷺ:
روي عن أبي هريرة  في صحيح البخاري: 
| وحدة الشهود (تصوف) | سَمِعْتُ رَسُولَ اللَّهِ ﷺ يَقُولُ: لَنْ يُدْخِلَ أَحَدًا عَمَلُهُ الْجَنَّةَ. قَالُوا: وَلاَ أَنْتَ يَا رَسُولَ اللَّهِ؟ قَالَ: لاَ، وَلاَ أَنَا، إِلاَّ أَنْ يَتَغَمَّدَنِيَ اللَّهُ بِفَضْلٍ وَرَحْمَةٍ، حديث صحيح | وحدة الشهود (تصوف) |

لا شك أن دخول الجنة لا يمكن أن يَحْدُثَ إلا بفضل الله ورحمته وتوفيقه، ولذا قال الصحابة : «وَلاَ أَنْتَ يَا رَسُولَ اللَّهِ؟» فالعمل بمجرده لا يؤهل لدخول الجنة ابتداء، قال: «وَلاَ أَنَا، إِلاَّ أَنْ يَتَغَمَّدَنِيَ اللَّهُ بِفَضْلٍ وَرَحْمَةٍ».
ويبقى أنه إذا دَخل المسلم الجنة برحمة أرحم الراحمين، فمنازل هذه الجنة إنما تكون بحسب وسبب الأعمال التي تؤهل لهذه المنازل، فمن كانت أعماله أكثر وأحسن وتحقق فيها شرط الإخلاص ومتابعة السنة النبوية أكثر فلا شك أن منازله أعلى، ومن كان دونه فمنازله دون ذلك، وبهذا يتم الجمع بين هذا الحديث النبوي وبين ما جاء من النصوص من مثل قوله :
- سورة الأعراف: ﴿وَنَزَعْنَا مَا فِي صُدُورِهِمْ مِنْ غِلٍّ تَجْرِي مِنْ تَحْتِهِمُ الْأَنْهَارُ وَقَالُوا الْحَمْدُ لِلَّهِ الَّذِي هَدَانَا لِهَذَا وَمَا كُنَّا لِنَهْتَدِيَ لَوْلَا أَنْ هَدَانَا اللَّهُ لَقَدْ جَاءَتْ رُسُلُ رَبِّنَا بِالْحَقِّ وَنُودُوا أَنْ تِلْكُمُ الْجَنَّةُ أُورِثْتُمُوهَا بِمَا كُنْتُمْ تَعْمَلُونَ ۝٤٣﴾ [الأعراف:43]

والباء في هذه الآية ﴿بِمَا كُنْتُمْ تَعْمَلُونَ﴾ هي هنا للسببية، وقيل هي للإلصاق أو المصاحبة، أي أورثتموها ملابسة أو مصاحبة.

### التحرر من الأغيار
شَرَحَ الإمام ابن عطاء الله السكندري  بأن من ثمار وِرْدِ الشهودِ التحررُ من الأغيار والموجودات وكثافتها، قصد الولوج إلى لطافة أنوار التجلي الإلهي على قلب المريد، وذلك في حكمته التي نصها:
| وحدة الشهود (تصوف)                        | أَوْرَدَ عَلَيْكَ الْوَارِدَ لِيُخْرِجَكَ مِنْ سِجْنِ وُجُودِكَ إِلَى فَضَاءِ شُهُودِكَ | وحدة الشهود (تصوف) |
| — ابن عطاء الله السكندري ، الحكم العطائية |                                                     |                    |

فوِرْدُ الشهود حينما يستمطر صاحبُهُ وَارِدَ الوصال من المولى ، فإنه ينتظر بذلك هبوبَ نفحات الإقبال على قلب المريد لتخرجه من سجن وضيق رؤية وجوده المحصور القاصر، ليلج ويدخل فضاء وحضرة واتساع شهوده لعظمة ربه .
فرؤية المريد لذاته ووجوده، واعتداده بهما، فضلا عن الاعتداد بالمخلوقات والأكوان، مانعة له من شهود جلال أسماء وصفات ربه ، إذ محال أن يجتمع للمريد شهود ذاته مع الأغيار من جهة، وشهود تجلي مولاه على قلبه من جهة أخرى.
وأنشد الجنيد البغدادي  في الشهود المؤدي إلى الغياب عن الأغيار بيتا شعريا متنه:
| وحدة الشهود (تصوف) | وُجُودِي أَنْ أَغِيبَ عَنِ الْوُجُودِبِمَا يَبْدُو عَلَيَّ مِنَ الشُّهُودِ | وحدة الشهود (تصوف) |
| — الجنيد البغدادي  |                                               |                    |

ففتح الشهود يُعِينُ المريدَ على الفناء عن نفسه وزوال آصارها وأغلالها عليه، وهذا التحرر أصعب من الفناء عن الكون وهدم تسلط اتساعه وقوانينه وجماله على قلب السالك، فإذا ما وقع التحرر من ربقة شهود النفس وقع نتيجة لذلك انهدام شهود الكون من القلب ولم يبق له أثر مانع كابح، وقد يزول تأثير الكون ويبقى في النفس بقية من آثاره، فلذلك قدم الإمام ابن عطاء الله السكندري  رق واستعباد الأكوان على سجن وجود وذات وجسم الإنسان.
ونعمة التحرر من الأغيار تغدق على المريد نشوة الخروج من سجن ذاته ونفسه اللتان تحاصرانه وتحيطان به في هيكل ذاته، فإذا ما خرج منهما إلى فضاء واتساع ورحابة شهود عظمة مولاه  كان فائزا في الآخرة بالدر المصون والمشاهدة السرمدية لوجه الله ، ومن صحت له هذه الأحوال تهيأ له الارتحال على مطايا الأنوار إلى حضرة الأسرار.
فصفات نفس المريد القائمة به، والمانعة له من شهود مولاه ، تجعلها صفات ساجنة آسرة لقلب المسجون من الخروج من نقصه إلى فضاء شهود كمال مولاه  الشبيه بالفضاء لعدم وجود شيء يحول عن الرؤية.

## وصلات خارجية
- "مفهوم الشهود": الشيخ الحبيب علي الجفري في جوان 2018م على يوتيوب.
- "مقام المشاهدة ومقام المراقبة": الشيخ عبد الحميد كشك في ديسمبر 2012م على يوتيوب.
- "المحاضرة والمكاشفة والمشاهدة": الشيخ يسري جبر في أكتوبر 2018م على يوتيوب.
- "الكشف والمشاهدة": الشيخ صلاح الدين التجاني في سبتمبر 2015م على يوتيوب.
- "التجلي والمشاهدة": الشيخ صلاح الدين التجاني في سبتمبر 2017م على يوتيوب.

## هوامش
- 1 سورة آل عمران، الآية: 53.
- 2 سورة المائدة، الآية: 83.
- 3 سورة يونس، الآية: 61.
- 4 سورة الأنبياء، الآية: 56.
- 5 سورة الصافات، الآية: 150.
- 6 سورة الفتح، الآية: 8.
- 7 سورة المدثر، الآية: 13.
- 8 سورة البروج، الآية: 7.